# Le Témoignage de l'enfant de chœur
Le Témoignage de l'enfant de chœur est une nouvelle policière de Georges Simenon écrite à Sainte-Marguerite-du-Lac-Masson (Québec), au Canada. Elle est datée du 28 avril 1946.
L'œuvre est publiée en 1947 aux Presses de la Cité dans un recueil de quatre nouvelles sous le titre générique de Maigret et l'Inspecteur malgracieux.

## Résumé
Le commissaire Maigret est détaché pour environ six mois dans une ville de province  — jamais dénommée — afin de réorganiser la Brigade mobile.

Un gamin de douze ans, Justin, raconte à la police qu'il a vu un meurtre à la hauteur du numéro 61 de la rue Sainte-Catherine, alors qu'il allait, comme chaque jour, servir la messe de six heures à la chapelle de l'hôpital, qui se trouve près de son domicile. Il affirme qu'un homme était étendu sur le trottoir, un couteau au gros manche de corne brune, planté dans la poitrine. Effrayé, il s'est enfui tandis que l'assassin, voyant le gamin, filait dans le sens opposé. Mais personne ne croit Justin car il n'y a aucune trace du corps. Personne... sauf Maigret, et celui-ci va comprendre pourquoi Justin s'est permis de révéler à la police l'existence d'un crime sans dire toute la vérité.
Cette nouvelle offre quelques ressemblances avec Le Matin des trois absoutes, parue dans le recueil La Rue aux trois poussins.

## Éditions
- Édition originale : Presses de la Cité, 1947
- Tout Simenon, tome 2, Omnibus, 2002  (ISBN 978-2-258-06043-2)
- Tout Maigret, tome 10, Omnibus, 2019  (ISBN 978-2-258-15349-3)

## Adaptations

### Au cinéma
- 1952 : Brelan d'as, film français réalisé par Henri Verneuil avec Michel Simon (Maigret)

### À la télévision
- 1968 : Il cadavere scomparso, épisode 2, saison 3, de la série télévisée italienne Le inchieste del commissario Maigret réalisé par Mario Landi avec Gino Cervi (Maigret).
- 1988 : Maigret et le Témoignage de l'enfant de chœur, épisode 78 de la série télévisée française Les Enquêtes du commissaire Maigret réalisé par Michel Subiela, avec Jean Richard (Maigret).
- 1997 : Maigret et l'Enfant de chœur, épisode 25 de la série télévisée française Maigret réalisé par Pierre Granier-Deferre, avec Bruno Cremer (Maigret).